# Rifugio Guglielmina
Das Rifugio Guglielmina war eine 2880 m s.l.m. hoch gelegene, privat bewirtschaftete alpine Berghütte an der Südseite des Monte-Rosa-Massivs mit einer Kapazität von 40 Zweibettzimmern. 1878 erbaut, wurde sie 2011 durch ein Feuer vollständig zerstört und anschließend nicht wieder aufgebaut.

## Gebirgsumfeld
Das Rifugio lag knapp unterhalb des Col d’Olen, welcher das Corno Rosso (3023 m) mit dem Corno del Camoscio (3026 m) verbindet. Es diente als Stützpunkt für Touren in die Hochgebirgsregionen des Monte-Rosa-Massivs, so z. B. auf die 4000er Gipfel Vincent-Pyramide (4215 m), Dufourspitze (4634 m), Parrotspitze (4434 m) oder Signalkuppe (4554 m), an.

## Zugänge
Erreichbar war das Rifugio über mehrere Wege vom ca. 1700 Meter tiefer gelegenen Talort Alagna Valsesia. Einer dieser Wege führt von Alagna aus zunächst Richtung Westen über den Passo Foric. Am Weg durch das Val d'Otro liegen die Bergsiedlungen Dorf, Follù, Scarpia und Pianmisura. Der Untergrund ist bis an den Passo Foric heran begrünt.
Der nördlich aus Alagna verlaufende Zugang führt am Rifugio Pastore vorbei. Um auf diesem Weg zum Rifugio Guglielmina zu gelangen, muss man den Passo del Diavolo überqueren, auf dessen abschüssigen Zustieg über loses Geröll Trittsicherheit und Schwindelfreiheit vonnöten sind.
Von Alagna führt eine Seilbahn mit zwei Zwischenstationen auf den Passo dei Salati auf 2936 m, von wo aus man in 15 Minuten Gehzeit das Rifugio Guglielmina erreichen konnte. Ebenfalls führt von Tschaval nördlich von Gressoney eine Seilbahn über Gabiet auf den Passo dei Salati.
Vom Col d’Olen verläuft der Weg westlich abwärts in das Nachbartal Val di Gressoney in Richtung des dortigen Zentrums Gressoney la Trinité. Auf etwa dem reichlichen halbem Weg nach unten besteht in Gabiet die Möglichkeit, nach Norden abzubiegen in Richtung Hochlicht, Rifugio Città di Mantova und Capanna Gnifetti. 
Ein anderer Weg zum Aufstieg in die höher gelegene Bergwelt, ebenfalls in Richtung des Rifugio Gnifetti, führt über den Stolemberg (3202 m) mit steil abfallendem Kamm, Punta Indren (3260 m) und den Ghiacciaio d'Indren (Indren-Gletscher).

## Brand am 22. Dezember 2011
Am frühen Morgen des 22. Dezember 2011 brannte das Rifugio vollständig aus. Starker Wind fachte die Flammen an und verhinderte Löscharbeiten. Menschen kamen bei dem Brand nicht zu Schaden.